# Eastbury (Berkshire)
Eastbury – wieś w Anglii, w hrabstwie ceremonialnym Berkshire, w dystrykcie (unitary authority) West Berkshire. Leży 37 km na zachód od centrum miasta Reading i 96 km na zachód od centrum Londynu.